# Моє останнє танго (фільм, 1960)
«Моє останнє танго» (італ. Mi ultimo tango) — іспанська музична кінокомедія 1960 року режисера  Луїса Сезара Амадорі , з іспанською кіноакторкою та естрадною співачкою Сарою Монтьєль та французьким кіноактором Морісом Роне у головних ролях.

## Сюжет
Марта Андреу (Сара Монтьєль), дочка директора мандрівно́го театру, співає в хорі та мріє стати великою акторкою. Після скандалу з її мачухою, яка є примадонною трупи і якій повністю підпорядковується її батько, Марта змушена покинути театр. Разом з нею трупу покидає тітка Марти — Клариса (Ізабель Гарсес), яка грає на контрабасі. Вони обоє стають служницями знаменитої, примхливої співачки Луїзи Маріваль (Лаура Ґранадос), яка збирається на гастролі до Аргентини.
Луїза Маріваль вічно запізнюється, тому корабель, що прямує до Буенос-Айресу, відпливає зі служницями і речами співачки, але без неї. Щоб уникнути позову за недотримання вимог контракту, Луїза Маріваль телеграмою наказує Марті удавати з себе ніби це вона є знаменитою співачкою. Чи справиться з завданням покоївка Марта і якими будуть «гастролі» ?

## Ролі виконують
- Сара Монтьєль — Марта Андреу
- Моріс Роне[fr] — Даріо Ледесма
- Ізабель Гарсес[es] — Клариса, тітка Марти
- Лаура Гранадос — Луїза Маріваль
- Мільо Кесада[es] — Карлос Ґардель
- Луїза де Кордова — Аделіна

## Звукова доріжка
Пісні з фільму, які виконує Сара Монтіель:
- Ay Ba…Ay Ba — музика: Vicente Lleó, слова: Guillermo Perrín і Miguel de Palacios, аранжування та диригування: Грегоріо Гарсія Сегура
- A media luz — музика: Edgardo Donato, слова: Carlos Lenzi, аранжування та диригування: Грегоріо Гарсія Сегура
- Volver — музика: Carlos Gardel, слова: Alfredo Le Pera, аранжування та диригування: Грегоріо Гарсія Сегура
- Melodía de arrabal — музика: Carlos Gardel, слова: Alfredo Le Pera та Mario Battistella Zoppi.
- Yira…Yira — музика та слова: Енріке Сантос Дисцеполо, аранжування та диригування: Грегоріо Гарсія Сегура
- La Maja aristocrática — композиція: Manuel Aniesa та Fermín Butet Gema, аранжування та диригування: Грегоріо Гарсія Сегура
- Maniquí parisien — композиція: Manuel Aniesa та Arcadio Rosés Berdiel, аранжування та диригування: Грегоріо Гарсія Сегура
- Nostalgias — музика: Juan Carlos Cobián, слова: Enrique Cadícamo, аранжування та диригування: Грегоріо Гарсія Сегура
- Yo te quiero vida mía — композиція: Berosategui та Fernando Moraleda, аранжування та диригування: Грегоріо Гарсія Сегура
- Uno — музика: Mariano Mores, слова: Енріке Сантос Дисцеполо, аранжування та диригування: Грегоріо Гарсія Сегура
- Nada de eso — композиція: Грегоріо Гарсія Сегура та Сара Монтьєль, аранжування та диригування: Грегоріо Гарсія Сегура

## Навколо фільму
- Сара Монтьєль не розмовляла французькою, а Моріс Роне — іспанською, тому вони не завжди розуміли те, що говорили один одному, і зрозуміло, що це не мало значення, коли вони дивилися один на одного і торкалися один одного. Важливим є те, як вони це робили.
- Фільм неодноразово випускався на дисках DVD.